# Paul Lob
Paul Lob, född 13 juli 1893 i La Tour-de-Peilz, Vaud, död 22 februari 1965 i Montreux, Vaud, var en schweizisk ishockeyspelare. Han var med i laget som kom på delad femte plats vid olympiska spelen i Antwerpen 1920.